# Loudima
Loudima es una localidad de la República del Congo, constituida administrativamente como un distrito del departamento de Bouenza en el sur del país.
En 2011, el distrito tenía una población de 32 775 habitantes, de los cuales 15 888 eran hombres y 16 887 eran mujeres.
Fue fundada por los colonos franceses en 1885, como un puesto comercial en la ruta entre Loango y Brazzaville. El área está habitada principalmente por los kugnis, un subgrupo de los kongo. La economía local se basa en la agricultura.
Se ubica junto a la confluencia de los ríos Loudima y Niari, unos 20 km al oeste de Nkayi sobre la carretera N1 que lleva a Pointe-Noire. Al sur de la localidad sale la carretera P4 que lleva a Kimongo y al norte la carretera P5 que lleva a Sibiti.